# Sidus Ludoviciana

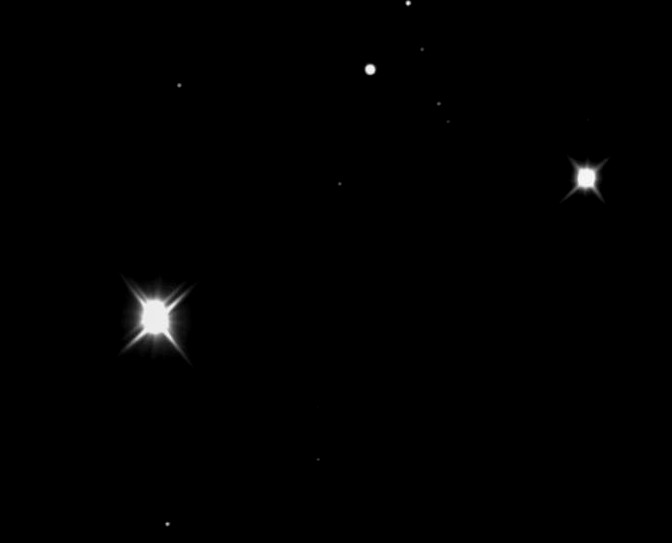
Mizar (estrella doble), Sidus Ludoviciana y Alcor

Sidus Ludoviciana (El astro de la -universidad- ludoviciana) o Sidus Ludovicianum (El astro de Ludovico, Ludwig o Luís) es una débil estrella de octava magnitud, sólo visible con ayuda óptica en el campo ocular de Mizar y Alcor en la Osa Mayor cuya separación angular es de 11'48", esta estrella está formando un ángulo obtuso entre ellas.

## Historia
Benedetto Castelli discípulo y amigo de Galileo, le envió una carta el 16 de noviembre de 1616. Describe su observación de "una estrella visible sólo con telescopio y cerca de Mizar" midiendo su magnitud aparente, se trata de una estrella de octava magnitud y acompaña un boceto. Castelli insistió en que la estrella se movió ligeramente de la posición registrada durante el pasado verano en la residencia  de Galileo en Florencia, Bellosguardo.
El 2 de diciembre de 1722 Johann Georg Liebknecht observó esta estrella a través de un telescopio de seis pies del observatorio astronómico de la universidad ludoviciana en Giessen (Alemania). Creyó ver un movimiento propio en el astro y precipitadamente creyó haber descubierto un nuevo planeta, cuyo nombre fue Sidus Ludoviciana en honor del magnificentissimus rector y fundador de dicha universidad, Ludwig V (Luís V), Landgrave del condado de Hesse-Darmstadt entre 1596 y 1626.
Por otro lado, dada su presunta excentricidad orbital, al estar muy alejado de la eclíptica y tras comprobarse, se llegó a la conclusión de que no podía ser un nuevo planeta. En lugar de la fama, se ganó fuertes críticas de sus colegas.

## Características astrométricas
Situada a una distancia de 120 parsecs (393 años luz) deja atrás toda la mayor parte de las estrellas  asociadas del carro de la Osa Mayor, por lo que no pertenece a esta asociación debido a que se encuentran a una distancia media de 80 años luz y entre el sistema séxtuple de Mizar y Alcor hay una distancia de más de 300 años luz respecto a Sidus Ludoviciana.